# Rahmenplan Stuttgart 21

Stadtentwicklung Stuttgart 21

Der Rahmenplan Stuttgart 21 war ein Stadtentwicklungskonzept für eine 100 ha große Bahnfläche im Zentrum von Stuttgart, das in den Jahrzehnten städtebaulich entwickelt werden sollte. Es wurde 1997 vom Stadtplanungsamt Stuttgart auf der Grundlage eines städtebaulichen Entwurfs des Büros Trojan, Trojan + Neu entwickelt. Er sollte die Grundzüge der städtebaulichen Planung darstellen und im Zuge der Bauleitplanung rechtsverbindlich werden.

## Voraussetzungen

### Ideenskizze, Machbarkeitsstudie, Vorprojekt
Der Architekt Meinhard von Gerkan entwickelte zusammen mit Charles de Picciotto und Schlaich Bergermann und Partner im Auftrag der Deutschen Bundesbahn 1993 einen Entwurf, der den einen achtgleisigen Durchgangsbahnhof am Hauptbahnhof vorsah. Dieser sollte in einer Tiefe von etwa 8 m quer zu den bestehenden Anlagen entstehen. Das parallel beauftragte städtebauliche Konzept sah eine gerade und etwa 2,2 km lange und etwa 70 m breite Verbindung zwischen dem Hauptbahnhof und dem Rosensteinpark vor, die als Avenue 21 bezeichnet wurde. Beidseitig davon sollten etwa 99 Hektar neue Flächen zur Bebauung gewonnen werden.
Das Projekt wurde am 18. April 1994 offiziell der Öffentlichkeit vorgestellt.
Bei der Vorstellung der Machbarkeitsstudie kündigte die Deutsche Bahn am 16. Januar 1995 an, die durch Stuttgart 21 nicht mehr benötigten Bahnbetriebsflächen von 85 Hektar über einen Zeitraum von 30 Jahren in Tranchen zu verkaufen. Anfangs waren 63 Hektar Bauland geplant. Der geschätzte Wert der Flächen sei mit einem Abschlag von 30 Prozent in die Kalkulation eingeflossen.
Am 7. November 1995 wurden die Ergebnisse des so genannten Vorprojekts präsentiert. Machbarkeitsstudie und Vorprojekt enthalten grundsätzliche Aussagen zur städtebaulichen Entwicklung, die die Grundlage für die Rahmenvereinbarung und den Rahmenplan Stuttgart 21 bildeten.
Im Zuge der Machbarkeitsstudie wurde die Fachgruppe „Rahmenkonzeption und städebauliche Entwicklungsmöglichkeiten“ als eine von fünf Fachgruppen gebildet, die Vorgaben entwickeln sollte. Auf Grundlage der so entwickelten Konzeption wurden zunächst sechs Architektur- und Planungsbüros eingeladen, weiterführende Gutachten zu erstellen.

### Rahmenvereinbarung
Der Gemeinderat der Landeshauptstadt Stuttgart fasste am 30. November 1995 einen Beschluss zur Rahmenvereinbarung vom 7. November 1995. Diese zielt auf die städtebauliche Entwicklung zentral gelegener Gleisflächen, die zum Teil bereits aufgegeben sind oder nach Abschluss des Projekts Stuttgart 21 aufgegeben werden sollen. In der Rahmenvereinbarung verpflichtete sich die Stadt Stuttgart zu planungsrechtlichen Festsetzungen, die den Bau von Wohnungen für mindestens 11.000 Einwohner vorsehen und mindestens 24.000 Arbeitsplätze, vor allem im Dienstleistungssektor, ermöglichen sollen. Die Stadt hatte sich außerdem dazu verpflichtet, bis spätestens 30. Juni 1997 einen Rahmenplan zu beschließen, der eine stufenweise Aktivierung der freiwerdenden Flächen ermöglicht.
Die Stadt sollte demnach 1999 die Flächen kaufen.

### Erwerb der Flächen
Der Gemeinderat der Stadt Stuttgart beschloss 1999 den Erwerb von drei Arealen (hinter dem Hauptbahnhof und entlang der Gäubahntrasse). Im Februar 2001 folgte ein Beschluss für den Erwerb der Gleisflächen am Hauptbahnhof. Im Frühjahr 2000 war bereits bekannt, dass die Stadt Flächen für 830 Millionen DM kaufen würde.
Ende Juli 2001 unterzeichneten Vertreter von Land, Regionalverband, Stadt und DB eine Ergänzungsvereinbarung zur Rahmenvereinbarung von 1995. Die Stadt Stuttgart verpflichtete sich darin, noch im gleichen Jahr mehr als 90 Hektar Flächen für 830 Millionen DM zu erwerben. Damit sollte die Wirtschaftlichkeit des Vorhabens sichergestellt werden. Die Stadt sei dabei nach eigenen Angaben der DB entgegengekommen, indem sie Zinsverluste hingenommen, wasserwirtschaftliche Risiken übernommen und ihr auch bei Altlasten entgegengekommen sei. Nach Abschluss der Vereinbarung sollten weitere 427 Millionen DM in die Planung des bis Ulm reichenden Projekts investiert werden.
Am 5. Dezember 2001 billigte der Aufsichtsrat der Deutschen Bahn AG den Verkauf von 90 Hektar Bahngelände an die Stadt Stuttgart. Darin enthalten waren die Gleisflächen von Hauptbahnhof und Abstellbahnhof, der innere Nordbahnhof und die Gäubahntrasse bis Österfeld. Mit dem Verkaufserlös von 830 Millionen DM, der über die Bauzeit abgezinst wurde, sollte die Bahn etwas mehr die Hälfte ihres damals vorgesehenen Eigenanteils an Stuttgart 21 in Höhe von 3 Milliarden DM decken.
Die Landeshauptstadt Stuttgart erwarb am 21. Dezember 2001 nahezu die gesamten durch Stuttgart 21 freiwerdenden Flächen (Gebiete A2, A3, B, C und D) mit einem Gesamtumfang von 109 Hektar für 897,7 Millionen DM (459 Millionen Euro) von der Deutschen Bahn. Der Kaufpreis setzte sich aus obigen 830 Millionen DM sowie 67,7 Millionen DM Zinsen zusammen, da die Zahlung mehr als zwei Jahre später als mit der Deutschen Bahn vereinbart erfolgte. Im Gegenzug verpflichtete sich die Deutsche Bahn, sich mit 17,03 Millionen Euro an Bodenaushub und „Geländemodellierung“ sowie mit 14,83 Millionen Euro an der Altlastenbeseitigung zu beteiligen. Diese Beträge wurden zum 31. Dezember 2001 fällig. Die Grunderwerbssteuer betrug 16,06 Millionen Euro.
Den Kaufpreis für das größte Grundstücksgeschäft in ihrer Geschichte überwies die Stadt bis zum Jahresende. Die Flächen gingen zum Jahreswechsel 2001/2002 in das Eigentum der Stadt Stuttgart über. Bei einem Ausstieg aus dem Projekt Stuttgart 21 oder der Neubaustrecke Wendlingen–Ulm sollte das Geschäft rückabgewickelt werden. Die Stadt Stuttgart hätte in diesem Fall den Kaufpreis zuzüglich Zinsen zurückerhalten.
Ebenfalls am 21. Dezember 2001 erwarb die Stadt von der DB das 22 Hektar große Gelände des Cannstatter Güterbahnhofs, das als Teilgebiet B 1 bezeichnet wurde, für 89,45 Millionen DM (45,7 Millionen Euro). Dort sollte ein neues Wohngebiet entstehen, das als olympisches Dorf bei den Olympischen Sommerspielen 2012 gedient hätte. Die DB sollte sich an Altlasten- und Abfallbeseitigung mit je 5,11 Millionen Euro beteiligen.
Beide Geschäfte wurden aus dem Verkauf von Energieaktien finanziert. Daneben habe die Stadt innerstädtische Flächen verkauft, die sie in den 1920er Jahren von der Reichsbahn erworben habe, nachdem der Hauptbahnhof um 250 Meter zurückverlegt worden war.
Die Stadt übernahm mit dem Erwerb der Stuttgart-21-Flächen, wie von der Deutschen Bahn gewünscht, das Vermarktungsrisiko für die Flächen und erwartete, sie bis zum Jahr 2020 für 2,2 Milliarden DM zu verkaufen. Auf einer Baufläche von 1,4 Millionen Quadratmetern sollten Wohnungen für bis zu 11.000 Menschen und etwa 24.000 Arbeitsplätze entstehen. Die Inbetriebnahme von Stuttgart 21 war zu diesem Zeitpunkt für 2013 geplant, der Großteil der Flächen sollte 2015 an die Stadt übertragen werden. Die C1-Fläche sollte stufenweise, von 2003 bis 2012, an die Stadt übergeben werden.
Die Flächen waren mit Kapitalprivatisierung und Gründung der Deutschen Bahn AG zum 5. Januar 1994 als bahnnotwendige Flächen vom Eigentum der Deutschen Bundesbahn in das Vermögen der Deutschen Bahn AG übergegangen.

### Zinsen für Zeitverzug
Im Gegenzug für mehr als 60 Millionen DM Zinsen setzte die Stadt durch, dass in den Kaufvertrag die Übergabe des Großteils der Flächen zum 31. Dezember 2010 vereinbart wurde. Für Verzögerungen kann sie wiederum Strafzahlungen einfordern. Mitte 2001 ging die Stadt von einer Übergabe der Flächen im Jahr 2015 aus, woraus mehr als 172 Millionen DM resultiert wären.
Die Stadt Stuttgart verzichtet in den Jahren 2010 bis 2020 auf Verzugszinsen in Höhe von 21,2 Millionen pro Jahr. Ab 2021 will sie diese Zinsen erheben, bis die erworbenen Flächen zur Verfügung stehen. Die Stadt setzt bis zu fünf Jahre Zeitaufwand für die Räumung der Areale an. Laut Angaben des Stuttgarter Finanzbürgermeisters Michael Föll betrage liege der Strafzinssatz, der bei einer verspäteten Übergabe der Flächen fällig wird, vier Prozentpunkte über dem Basiszinssatz von 0,12 Prozent (Stand: Juni 2012). Bei einem anteiligen Kaufpreis von 380 Millionen Euro betrage der Anspruch der Stadt rund 15 Millionen Euro pro Jahr.

## Planungsgebiet

Baufelder im Europaviertel

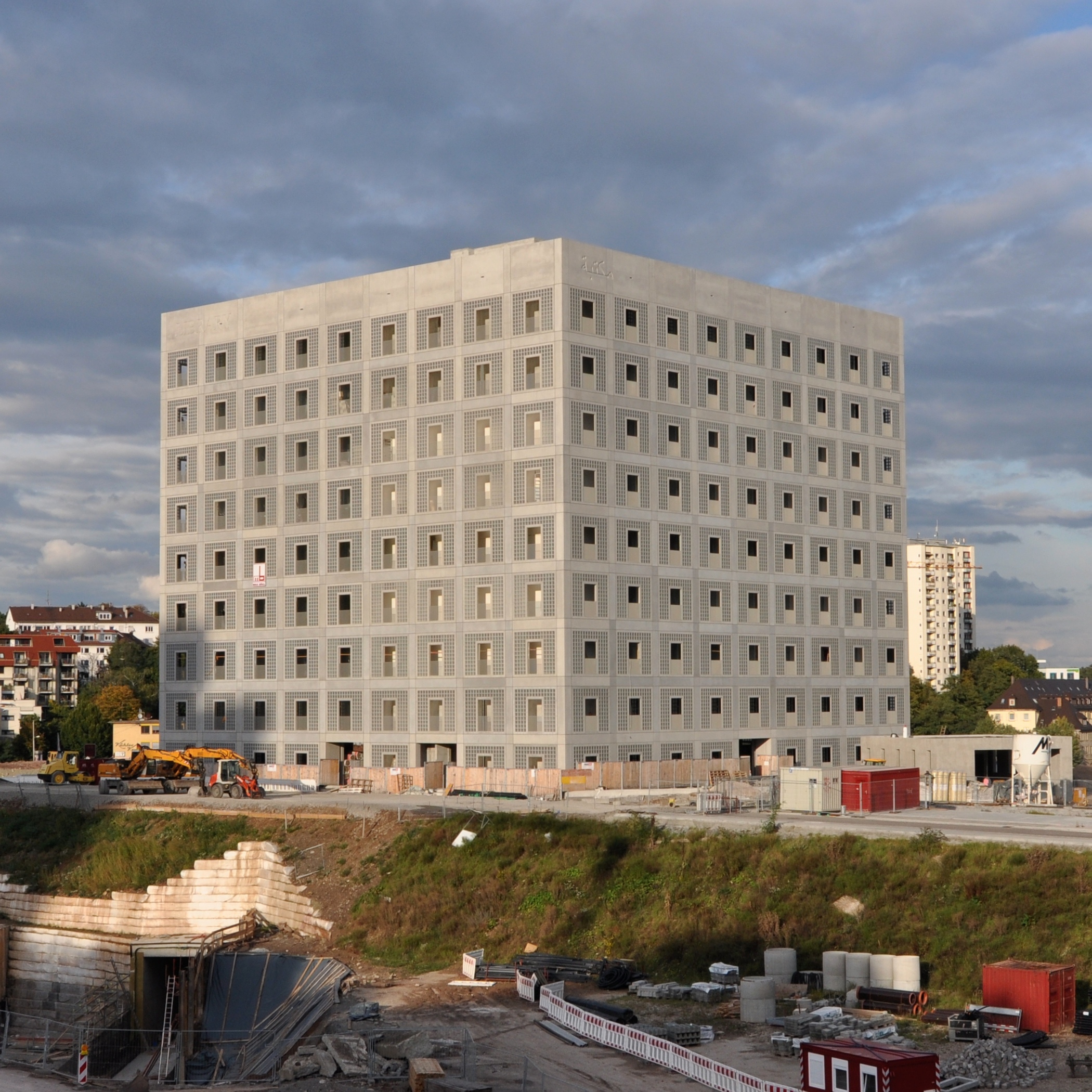
Stadtbibliothek am Mailänder Platz, ein Jahr vor der Eröffnung (September 2010)

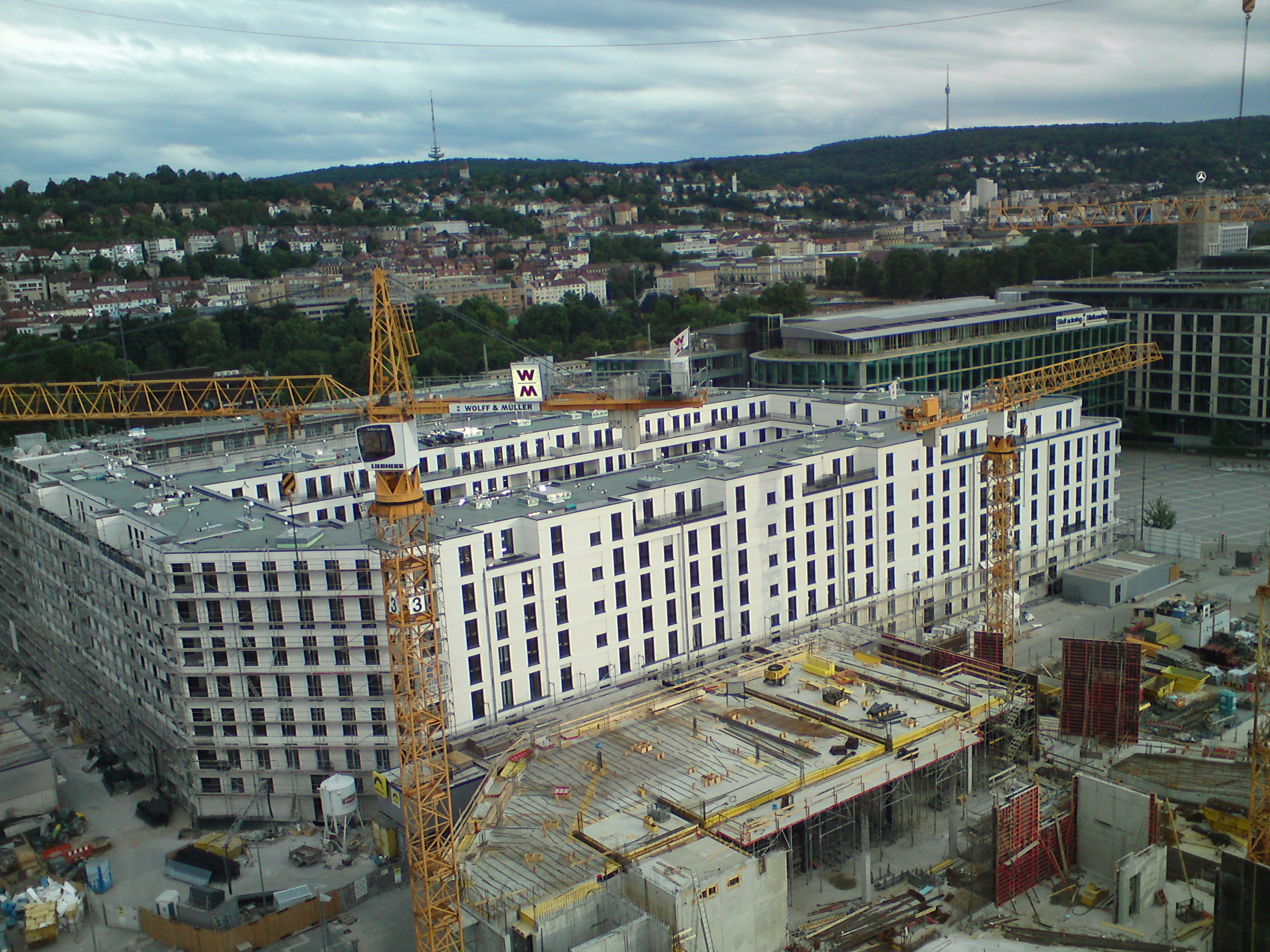
Die Pariser Höfe und die Sparkassenakademie (rechts) während der Bauarbeiten (August 2012)

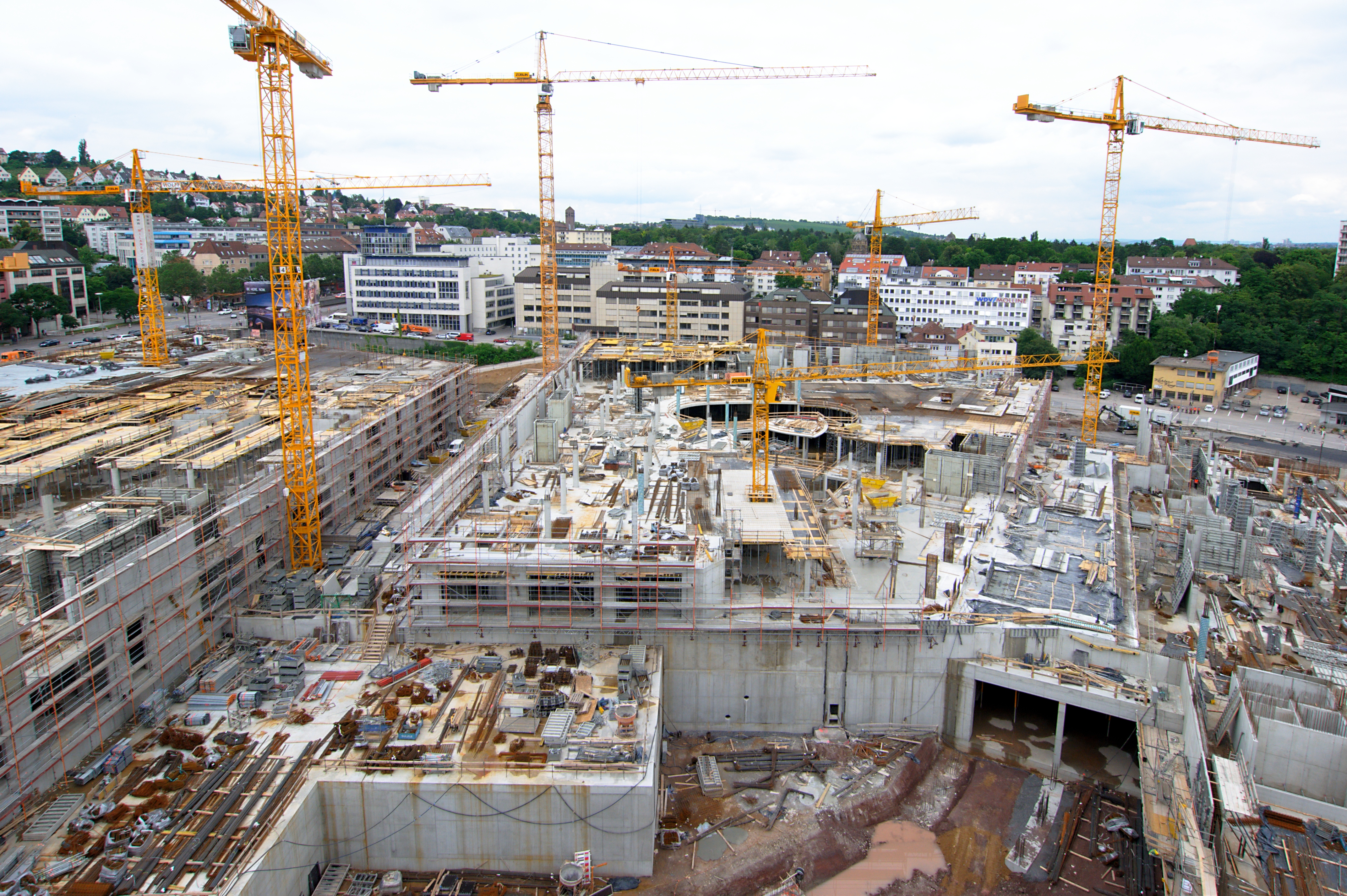
Bauarbeiten am Milaneo (Juli 2013)

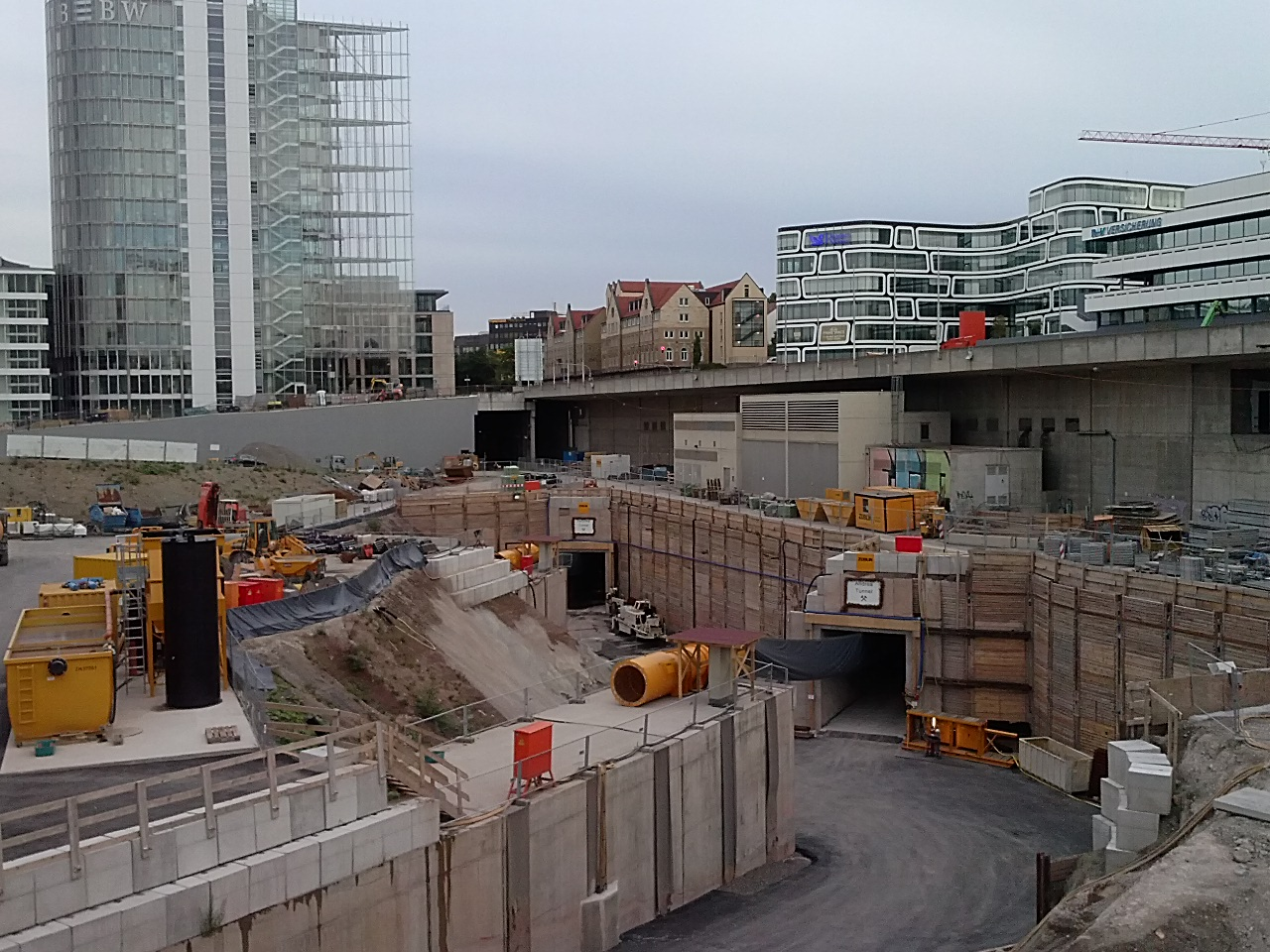
Rohbau der Stadtbahnröhren für die geplante Erweiterung der U12 (August 2013)

### Teilgebiet A
Das Gebiet A soll, in dichter Bebauung, für Dienstleistungen, Einzelhandel, Kultur und Sondernutzungen und – insbesondere in der Nähe des Schlossgartens auch für Wohnungen – genutzt werden. Einzelne Nutzungen sollen keine Dominanz erhalten, der Wohnflächenanteil soll mindestens 20 % betragen. Die Blick- und Klimaachsen orientieren sich am städtebaulichen Umfeld. Die Achse der verlängerten Königstraße, entlang des 2012 abgerissenen Südflügels des Bahnhofs, soll beibehalten werden.

#### Teilgebiet A1
Das als Europaviertel bezeichnete Teilgebiet A1 umfasst eine Fläche von 16 Hektar. Es wird im Westen durch die Heilbronner Straße, im Norden durch die Wolframstraße und im Osten durch die derzeitigen Bahnanlagen begrenzt. Es umfasst 15 Baufelder mit einer Grundstücksfläche von insgesamt 90.883 m². 26.101 m² entfallen auf ein Einkaufszentrum, 3.200 m² auf die Stadtbibliothek am Mailänder Platz. Die Geschossfläche wird mit 465.000 m² angegeben.
Die Vermarktung durch die DB Immobiliengesellschaft begann 1997. Im September 1997 wurden die ersten drei Baufelder (6, 8 und 9) für das Projekt Galeria Ventuno an die Mediconsult AG (Düsseldorf) verkauft. Für dieses Projekt wurde im Frühjahr 1998 ein Architektenwettbewerb vorbereitet. In einem beschränkten Wettbewerb wurden sieben Büros erstellten Planungsgutachten. Zwischen April und September 1998 wurden die Entwürfe ausgearbeitet. 30 Fachleute bewerteten die eingereichten Arbeiten. Der Entwurf der Düsseldorfer Architekten Rhode, Kellermann, Wawrowsky wurde zum Sieger erklärt.
Ende 1997 beschloss der Gemeinderat der Stadt Stuttgart, die neue Stadtbibliothek (damals noch unter dem Projektnamen Bibliothek 21) auf dem A1-Gelände zu realisieren. Im August 1998 begann der Rückbau der Gleisanlagen und insgesamt 32 Gebäuden. Neben Bahnbetriebsgebäuden wurden dabei auch Lager- und Speditionshallen entfernt.
1998 wurden die drei südlichen Baufelder an die Landesbank Baden-Württemberg verkauft, der Bebauungsplan beschlossen und ein städtebaulicher Vertrag abgeschlossen. Der Stuttgarter Oberbürgermeister Wolfgang Schuster bezeichnete die übrigen Flächen Ende 2001 als "ein Faustpfand". Während die Deutsche Bahn an einer möglichst schnellen Vermarktung interessiert war, sollten die brach liegenden Flächen nach Auffassung der Stadt nach der endgültigen Entscheidung für Stuttgart 21 zur Bebauung freigegeben werden.
1999 war rund die Hälfte der Baufelder verkauft. Die Felder 4, 5, 7 sowie 12 bis 15 waren noch offen. Von 1999 bis 2002 sollten zunächst die Teilbereiche Nord (rund um den Mailänder Platz) und Süd (rund um den Pariser Platz) entwickelt werden. Zeitgleich sollten, am Pariser Platz (Baufeld 14), Gebäude der Landesbank Baden-Württemberg entstehen. Alle übrigen Baufelder (4, 11 bis 13) sollten zunächst als Logistik- und Baustelleneinrichtungsflächen dienen und im Anschluss daran, ab 2004, bebaut werden.
Das Gebiet wird seit Frühjahr 2002 bebaut. Der Bebauungsplan klassifiziert das Gebiet als Kerngebiet, dass die Bebauung für Handel, Dienstleistungen, Kultur und Wohnen zulässt. Mit Ausnahme der Moskauer Straße sind alle Straßen und Plätze des Gebiets als Fußgängerzonen ausgewiesen. Der Architekt Boris Podrecca ist mit der Gestaltung des öffentlichen Raums beauftragt.
Bereits realisiert sind das Bürogebäude der Landesbank Baden-Württemberg mit dem City-Tower auf den Baufeldern 1 bis 3 sowie das Bürogebäude der Südleasing auf dem Baufeld 14, die jeweils am Pariser Platz gelegen sind, außerdem die 2011 fertiggestellte Stadtbibliothek am Mailänder Platz auf dem Baufeld 10.1.
Im Bau oder in Planung sind ein Hotel (Baufeld 7) am Mailänder Platz, das Einkaufszentrum Milaneo mit Geschäften, Mietwohnungen, Büros und Gastronomie (Baufelder 6, 8 und 9), die Sparkassenakademie (Baufeld 11), die Europe-Plaza mit Geschäften, Büros und Gastronomie (Baufeld 10.2) sowie die Pariser Höfe mit Wohnungen und Büros (Baufeld 13) am Stockholmer Platz. Die Baufelder 4, 5, 12 und 15 sind noch nicht verkauft und werden durch die Deutsche Bahn vermarktet.
Der Architekt und Stadtplaner Holger Pump-Uhlmann befürchtet, dass durch das ECE-Projekt „Quartier am Mailänder Platz“, das auf der Fläche A1 entstehen soll und ein Einkaufszentrum einschließt, der Individualverkehr ansteige.
Am 28. September 2012 wurde der Grundstein für das Milaneo gelegt. Das 550 Millionen Euro teure Einkaufszentrum wurde im Oktober 2014 eröffnet. Das Gebäude enthält mehr als 200 Läden und Lokale, 417 Mietwohnungen, ein Hotel mit 160 Zimmern und Büros.
Der zum Großteil 2014 neu errichtete Tunnel Wagenladungsstraße dient als logistischer Erschließungstunnel für das Europaviertel.

#### Teilgebiet A2
Das 13 Hektar umfassende Teilgebiet A2 befindet sich zwischen dem Europaviertel und dem Mittleren Schlossgarten und umfasst die heutige Gleisfläche. Nach Fertigstellung des neuen Hauptbahnhofs soll es für Wohnungen, Dienstleistungen und Handel bebaut werden. Der heutige Höhenunterschied zwischen der Gleiseinfahrt und der Cannstatter Straße wird angeglichen.
Nach dem Planungsstand von Frühjahr 1999 sollten die Flächen ab 2008 zurückgebaut und ab 2010 bebaut werden.
Die Stadt Stuttgart erwarb das Gebiet im Dezember 2001 für 212,188 Millionen Euro. Frühe Planungen sahen vor, auf dem Gebiet des Abstellbahnhofs bei einer erfolgreichen Bewerbung um die Olympischen Sommerspiele 2012 oder 2016 das olympische Dorf einzurichten. Ab etwa 2001 war dazu die Fläche des ehemaligen Güterbahnhofs in Bad Cannstatt vorgesehen.

#### Teilgebiet A3
Das Teilgebiet A3 umfasste eine zwei Hektar große Fläche, die unmittelbar nördlich des geplanten Hauptbahnhofs liegt. In diesem Bereich war zeitweise ein nördlich an die Station anschließendes Nördliches Bahnhofsgebäude geplant. Das Teilgebiet wurde inzwischen (Stand: 2012) in das Gebiet A2 integriert.
Die Stadt Stuttgart erwarb das Gebiet im Dezember 2001 für 17,895 Millionen Euro.

### Teilgebiet B und Post-Areal
Das als Rosensteinviertel bezeichnete Teilgebiet B (teilweise auch als Gebiet B1 bezeichnet) ist 48 Hektar groß. Es schließt sich nördlich an das Gebiet A2 an und wird durch den Unteren Schlossgarten, den Rosensteinpark und die Rosensteinstraße begrenzt. Heute wird das Gelände für Gleisanlagen und den Abstellbahnhof genutzt, dazu kommt die Fläche des ehemaligen Paketpostamts. 20 Hektar des Gebiets sollen den bestehenden Parkanlagen zugeschlagen werden.
Auf dem Gelände des heutigen Abstellbahnhofs sollen hochwertige Wohnbebauung, „moderne Formen von Wohnen & Arbeiten“ sowie Sondernutzungen angesiedelt werden. Durch eine Gliederung mit Grünzügen sollen verschiedene Quartiere mit eigenständigem Charakter entstehen, durch räumliche und funktionale Gestaltung soll eine soziale Segregation vermieden werden. Die endgültige Ausgestaltung des Gebiets soll in einem Wettbewerbsverfahren erfolgen. Große Einzelhandelsprojekte sind nicht vorgesehen.
Am südlichen Ende des Teilgebiets ist eine eigenständige öffentliche Nutzung in enger Beziehung zur Bebauung des Gebiets A2 vorgesehen, als Beispiele werden ein Museum, ein Festspielhaus oder eine Öko-Spielbank genannt. An der Grenze zum Nordbahnhofsviertel sollen gemischte Nutzungen entstehen.
Das Areal wurde 2001 von der Stadt Stuttgart für 90,499 Millionen Euro erworben. Sein Verkehrswert wurde Ende 2010 mit 200 Millionen Euro beziffert.
Ein 4,5 Hektar großes Areal des ehemaligen Paketpostamt wird ebenfalls dem Gebiet B zugeordnet, zu dem auch ein rund 2000 Quadratmeter umfassendes Gebiet an der Ehmannstraße gehört. Dieses Gebiet wurde noch nicht von der Stadt Stuttgart erworben (Stand: 2012).

### Teilgebiet C
Das als Nordviertel bezeichnete Teilgebiet C (teilweise auch als C1 bezeichnet) ist 32 Hektar groß und wird im Norden durch Gleisflächen, im Osten durch das bestehende Nordbahnhofviertel, im Süden durch den Pragfriedhof, durch das Löwentorzentrum im Westen und den Pragtunnel im Nordwesten begrenzt. Heute befinden sich dort Gleisanlagen des Nordbahnhofs, ein Teil der Flächen wurde 2004 von der DB zurückgebaut. Das Teilgebiet C befindet sich seit Dezember 2001 im Besitz der Landeshauptstadt Stuttgart.
Die heutige Trasse der Gäubahn soll in einen Grünstreifen umgewandelt werden, der das Gebiet strukturiert.

#### Teilgebiet C1
Das zwischen Pragfriedhof und Gäubahn gelegene Teilgebiet C1 umfasst 13 Hektar und kann bereits bebaut werden. Es ist vorwiegend Wohnbebauung vorgesehen. Durch gestaltete Übergänge soll es erkennbar mit dem Löwentorzentrum verbunden werden.
Das Gebiet sollte stufenweise, von 2003 bis 2012, an die Stadt übergeben werden. Im Flächennutzungsplan 2010 ist das Gebiet als Gemischte Baufläche und Sanierungsgebiet mit Verdacht auf Altlasten klassifiziert. Auf dem Areal ist ein neues Berufsschulzentrum für die 3000 Schüler der Hedwig-Dohm-Schule und der Hauswirtschaftlichen Schule Ost entstanden, das im Dezember 2013 seiner Bestimmung übergeben wurde.
Auf der Fläche sollen die „Maker City“, eine Interimsoper sowie Vorzeigewohnprojekte für die Internationale Bauausstellung 2027.
Die Stadt Stuttgart erwarb das Gebiet im Dezember 2001 für 55,731 Millionen Euro. Die Gleisanlagen auf diesem Gebiet wurden 2004 zurückgebaut.

#### Teilgebiet C2
Das Teilgebiet C2 umfasst 10 Hektar und kann erst nach Abschluss von Stuttgart 21 bebaut werden. Es dient während der Bauphase als Logistikfläche.
Der Rahmenplan sieht für das Gebiet überwiegend gemischte Nutzungen mit zentralen Funktionen vor. Das Teilgebiet C2.1 ist 4 Hektar groß. Da es weiterhin für die in diesem Bereich oberirdisch verlaufende S-Bahn-Strecke vom Nordbahnhof zum Hauptbahnhof benötigt wird, ist eine städtebauliche Nutzung des Teilgebiets nicht möglich. Das Teilgebiet C2.2 zwischen Pragtunnel und Heilbronner Straße ist durch steile Böschungen und Gleisanlagen geprägt, es kann erst nach Abschluss der Bauarbeiten im Zuge von Stuttgart 21 bebaut werden. Der Rahmenplan sieht hierzu gemischte Nutzungen mit zentralen Funktionen vor.
Die Stadt Stuttgart erwarb das Gebiet im Dezember 2001 für 42,949 Millionen Euro.

### Teilgebiet D
Als Teilgebiet D wird die Gäubahntrasse bezeichnet. Eine Nutzung für Rad- und Wanderwege war (Stand: 1998) angedacht. Die Fläche umfasst 38 Hektar. Sie erstreckt sich vom südlichen Rand der C2-Fläche bis nach Stuttgart-Österfeld.
Die Stadt Stuttgart erwarb das Gebiet im Dezember 2001 für 5,113 Millionen Euro. Ein Zeitungsbericht spricht von 14 Millionen Euro.

### Teilgebiet E
Das Teilgebiet E umfasst den ehemaligen Westbahnhof an der Gäubahn. In diesem Bereich war 1998 eine Gewerbenutzung vorgesehen. Die insgesamt sieben Hektar umfassende Fläche wird inzwischen als Gewerbegebiet genutzt. Sie war nicht Gegenstand des Kaufvertrags von 2001.

## Entwicklungsschritte

### Städtebauliche Untersuchung 1995
Die Stuttgart-21-Machbarkeitsstudie von 1995 ging davon aus, dass in dem 104,5 ha umfassenden Planungsgebiet bis zu 92 ha Bruttobauland erwartet werden könne. Sechs Entwurfsvorschläge von Architekten, die die Stadt Stuttgart auf eigene Kosten in Auftrag gab, sahen die Schaffung von Geschossflächen zwischen 960.000 und 1.650.000 m² vor. Die Stadt entschied, für die weitere Planung 1,4 Millionen Quadratmeter zu Grunde zu legen.

### Kooperatives Gutachterverfahren 1996
In den Jahren 1994 bis 1996 war umfassende Kritik an der mangelnden Kommunikation der Stadt zu den städtebaulichen Aspekten des Projekts Stuttgart 21 laut geworden. Die städtebauliche Kommunikation war bis dahin weitgehend von einem von der Deutschen Bahn favorisierten Modell der Architekten von Gerkan, Marg und Partner geprägt.
Zehn Büros beteiligten sich an einem im April 1996 eingeleiteten Gutachterverfahren für das im Zuge von Stuttgart geplante städtebauliche Gesamtkonzept. In drei Kolloquien diskutierten dabei die Büros ihre Entwürfe untereinander sowie mit einer Gutachterkommission unter dem Vorsitz von Egbert Kossak. Mitte 1996, bis 16. Oktober 1996, wurden die zehn Entwürfe im Stuttgarter Rathaus ausgestellt. Die Modelle waren im Maßstab 1:2500 gehalten, wobei das an den Hauptbahnhof anschließende Areal im Maßstab 1:500 wiedergegeben wurde. Die Entwürfe von Jean François Jodry (Paris), Trojan, Trojan und Neu (Darmstadt) sowie Klein + Breucha (Stuttgart) wurden dabei gesondert herausgehoben.

### Rahmenplan-Entwurf 1997
Auf der Basis des Entwurfs von Trojan, Trojan + Neu erarbeitete das Stadtplanungsamt Stuttgart bis Ende Januar 1997 einen Rahmenplan-Entwurf, der am 18. Februar 1997 vom Gemeinderat als Grundlage der Bürgerbeteiligung beschlossen wurde.

### Offene Bürgerbeteiligung 1997
Das Verfahren der offenen Bürgerbeteiligung sei in Stuttgart erstmals bei derartigen Großprojekten in Deutschland zur Anwendung gekommen.
Von März bis Juni 1997 formulierten 400 Bürger nach 13.000 ehrenamtlichen Arbeitsstunden, formulierten rund 900 konkrete Verbesserungsvorschläge, die laut Angaben der Deutschen Bahn teilweise in den städtebaulichen Rahmenplan eingearbeitet worden seien.

### Beschlussfassung 1997
Der Rahmenplan Stuttgart 21 wurde am 24. Juli 1997 vom Gemeinderat der Landeshauptstadt Stuttgart mit einer Dreiviertelmehrheit beschlossen.
2001 und 2003 wurde mit der Inkraftsetzung der Bebauungspläne für das Teilgebiet A1 das Baurecht erteilt.

### Fortschreibung 2003–2005
Nachdem die Landeshauptstadt Stuttgart einen Großteil der Bahnflächen erworben hatte, wurde am 1. November 2003 unter dem Arbeitstitel „RosensteinViertel“ ein Städtebaulicher Realisierungswettbewerb für den Bereich nördlich der Wolframstraße ausgelobt, der allein durch städtebauliche Vorgaben der Stadt bestimmt wurde. Der Wettbewerb musste wegen alternativer Untersuchungen zum Standort des Klinikums Stuttgart unterbrochen werden. Die Arbeit des Büros Pesch & Partner, in Arbeitsgemeinschaft mit Prof. Henri Bava, Landschaftsarchitekten wurde am 22. April 2005 mit dem 1. Preis ausgezeichnet und der weiteren Planung zu Grunde gelegt. Der Rahmenplan wird entsprechend fortgeschrieben.
Nachdem die Flächen ursprünglich für Wohn- und Geschäftsgebäude genutzt werden sollten, wurde im Zuge des Realisierungswettbewerbs die Planung aktualisiert und konkretisiert. 20 Hektar sollen dabei für die Erweiterung des Schlossgartens genutzt werden, im verbleibenden Raum soll Wohnraum für etwa 11.000 Menschen sowie Arbeitsplätze für rund 24.000 Menschen entstehen. Unter anderem entstand auf dem Gebiet A1 eine neue Zentralbibliothek in Stuttgart, die Stadtbibliothek am Mailänder Platz.
Etwa die Hälfte der Flächen des 16-Hektar-Areals auf dem Gelände des heutigen Hauptbahnhofs war bis Mitte 2010 veräußert.

### Flächennutzungsplan 2010
Im Flächennutzungsplan 2010 ist ein auf dem Rahmenplan basierendes Nutzungskonzept für die Flächen der Teilgebiete A, B und C festgeschrieben worden. Der Plan verfolgt das Ziel einer stufenweisen Aufsiedlung und erwartet keine unverträglichen Auswirkungen auf bestehende Nutzungsstrukturen. Er betont die Möglichkeit der Aufwertung bestehender Stadtquartiere und der Innenentwicklung, die Flächeninanspruchnahme könne reduziert werden. Insgesamt 62 Hektar zuvor geplante Bauflächen im Außenbereich wurden deshalb aus dem Flächennutzungsplan gestrichen.

### Weitere Entwicklung
Ende November 2010 schlug der mit der Schlichtung des Projekts Stuttgart 21 betraute Heiner Geißler vor, die durch das Projekt freiwerdenden Grundstücke in eine Stiftung zu überführen. Zu deren Zielen sollte unter anderem die Erhaltung einer Frischluftschneise durch die Stuttgarter Innenstadt und eine attraktive Bebauung der übrigen Flächen gehören.
Die Stadt Stuttgart verzichtet in den Jahren 2010 bis 2020 auf Verzugszinsen in Höhe von 21,2 Millionen pro Jahr. Ab 2021 will sie diese Zinsen erheben, bis die erworbenen Flächen zur Verfügung stehen. Die Stadt setzt bis zu fünf Jahre Zeitaufwand für die Räumung der Areale an.
Eidechsen, die auf der C1-Fläche gefunden wurden, sollen für 2,6 Millionen Euro umgesiedelt werden.

## Kritik
Fritz Leonhardt bemängelte den Ansatz, weite Teile der Projektkosten durch Immobilienerlöse zu decken. Die Vorgabe, 24.000 Arbeitsplätze und Wohnungen für 11.000 Menschen zu schaffen führe zu dichter, renditeoptimierter Blockbebauung. Soziale und kulturelle Infrastruktur finde in den Planungen keine Berücksichtigung.
Die Ingenieure gegen Stuttgart 21 bemängeln:
- Generell gebe es im Planungsstand März 2018 erhebliche Zweifel an der erfolgreichen Realisierung des Projekts Stuttgart 21.
- Das Gleisgelände könne erst nach einer anschließenden Entwidmung zurückgebaut und anderweitig genutzt werden; diese Entwidmung sei aber noch rechtlich umstritten.
- Die durch das Projekt eventuell frei werdende Fläche werde übertrieben dargestellt. Ca. ein Drittel der Fläche wurde oder werde unabhängig davon frei, darunter 30 % – 50 % der Fläche des Abstellbahnhofs, das Europaviertel auf dem Gelände des aufgegebenen ehemaligen Güterbahnhofs und das Postareal mit den Flächen des aufgegebenen Paketpostamts.